# ノックス環礁
座標: 北緯05度54分30秒 東経172度09分00秒 / 北緯5.90833度 東経172.15000度
ノックス環礁(またはナディディク環礁)は、マーシャル諸島にある島。ラタック列島内で最南端の環礁として知られている。南北に細長く伸びる環礁であり、ノックス環礁には18の小島からなる。全てを合わせた陸地の面積は0.98km2であるが、環礁の総面積は3.4km2になる。環礁は長さ11km、幅2kmであり、環礁内の主な島はアエリンゴ、ナディディク、及びナリクタルである。
かつて大日本帝国の最東端であった。
またノックス環礁は”クリー・パッセージ”と呼ばれる浅瀬で、北側にあるミリ環礁と繋がっている。